# توت‌دار
توت‌دار (به لاتین: Tuado) یک منطقه مسکونی در جمهوری آذربایجان است که در شهرستان لنکران واقع شده‌است. توت‌دار ۵۸۵ نفر جمعیت دارد.

## ریشه واژه
تو در زبان تالشی توت و دو همان شکل تالشی دار یا درخت است و معنای کلی آن به‌صورت درخت توت است.